# Kajetan Onufry Sierakowski
Kajetan Onufry Sierakowski herbu Ogończyk (ur. 6 sierpnia 1753 w Krakowie, zm. 16 listopada 1841 w Warszawie) – hrabia, ostatni kasztelan słoński.

## Rodzina
Urodził się jako syn Romana (zm. 1783), rotmistrza roty pancernej królewskiej i Teresy Sierakowskiej herbu Dołęga, córki Józefa, strażnika wielkiego koronnego.
Dwukrotnie żonaty. Pierwszą żonę Helenę Marię Dzieduszycką (1758-1848), córkę Tadeusza cześnika wielkiego koronnego, poślubił około 1770 roku.
Drugą żonę Annę Teodorę Sierakowską (1765-1792), córkę Teodora, kasztelana słońskiego, poślubił 10 lat później dnia 1 stycznia 1780 roku w Nowym Targu. Z tego małżeństwa urodziło się dwóch synów: Adam i Antoni Jan Franciszek (1783-1842).

## Pełnione urzędy i godności
Szambelan królewski. Od 1779 r. starosta grodowy bobrownicki. W latach 1787–1795 pełnił urząd ostatniego kasztelana słońskiego. Od 1824 roku kasztelan Królestwa Polskiego. Członek Sejmu 1830/1831. Był dziedzicem Wilczkowic.
W 1828 roku był członkiem Sądu Sejmowego, mającego osądzić osoby oskarżone o zdradę stanu. Jako senator podpisał 25 stycznia 1831 roku akt detronizacji Mikołaja I Romanowa.
Po ojcu hrabia galicyjski od 1775, a osobiście pruski od 1776, zatwierdzony w Królestwie Kongresowym w 1820.
Odznaczony Orderem Orła Białego 8 lutego 1792, a Orderem św. Stanisława w 1793.